# به امید دیدار (فیلم ۲۰۰۴)
به امید دیدار یا دوباره می‌بینمت (به هندی: Phir Milenge) فیلمی محصول سال ۲۰۰۴ و به کارگردانی رواتهی است. در این فیلم بازیگرانی همچون آبیشک باچان، سلمان خان، شیلپا شتی، کامالینی موکرجی، رواتهی ایفای نقش کرده‌اند.